# Грб Свете Јелене, Асенсиона и Тристан да Куње
Грб Свете Јелене, Асенсиона и Тристан да Куње, као званични симбол једне од британских прекоморских територија, Света Јелена, Асенсион и Тристан да Куња, не постоји. Умјесто тога, три потпуно одвојене географске регије, које су уједно и три засебне административне цјелине унутар прекоморске територије - имају своје властите хералдичке симболе, а који су описани у следећим чланцима:
- Грб Свете Јелене;
- Грб Асенсиона;
- Грб Тристан да Куње.

Краљевски грб Уједињеног Краљевства, са посебном верзијом коју користи британска влада, је једини заједнички грб које се званично користи на простору цијеле прекоморске територије.